# Protracheoniscus venetus
Protracheoniscus venetus is een pissebed uit de familie Trachelipodidae. De wetenschappelijke naam van de soort is voor het eerst geldig gepubliceerd in 1927 door Karl Wilhelm Verhoeff.